# Буркан-2
Буркан-2Х (араб. H-بركان ٢), або Вулкан-2Х (також пишеться як Боркан-Х2) —   це мобільна балістична ракета малої дальності, яка використовується бойовиками хуситів у Ємені. Хезболла стверджує, що запустила один проти Ізраїлю. Вулкан Х-2 був вперше запущений у липні 2017 року. Він відноситься до сімейства ракет Скад.

## Історія
Буркан-2Х було вперше оприлюднено міжнародній спільноті, коли вона була запущена в Саудівській Аравії 22 липня 2017 року. За словами Саудівської Аравії, ракети мають іранське походження, а генерал-лейтенант ВПС США Джеффрі Л. Харрігіан, командувач авіації Центральної командування збройних сил у Катарі погоджується. Однак Jane's Intelligence Review оцінило, що було б важко доставити цілі балістичні ракети до Ємену, припускаючи, що Буркан-2 — це Скад, модифікований у Ємені для більшої дальності.

## Дизайн
Характеристика ракети:
- Тип: Скад Ц
- Дальність: 1400 км
- Довжина: 13 м
- Вага: 8 тонн
- Вага БЧ: 500 - 650 кг
- Тип палива: рідке паливо[11]

Буркан-2Х є членом сімейства Скад. Аналітики ідентифікують її як базу на іранській ракеті Qiam 1 Скад-Ц, іранській ракеті Шахаб-2 Скад-Ц чи Скад-Д.
Форма бойової частини — це конструкція «дитячої пляшки», яка може зміщувати центр ваги та центр тиску, щоб компенсувати зміни ваги корисного навантаження від конусоподібних боєголовок; може збільшити опір, збільшуючи стабільність під час входження (за рахунок дальності) і потенційно підвищуючи точність; і може збільшити кінцеву швидкість боєголовки, ускладнюючи її перехоплення. Боєголовки подібної форми використовуються на іранських ракетах Шахаб-3 і Qiam 1.

## Операційна історія
Перший зафіксований запуск Буркан-2Х відбувся 22 липня 2017 року. Хусити оприлюднили заяву, в якій говориться, що ракета успішно вразила район Янбу в Саудівській Аравії та спричинила велику пожежу на нафтопереробному заводі Aramco. Уряд Саудівської Аравії заперечив це твердження, заявивши, що натомість пожежу спричинив несправний генератор.
4 листопада 2017 року Саудівська Аравія заявила, що перехопила Буркан-2Х над своєю столицею, Ер-Ріядом, за допомогою MIM-104 Patriot. Повідомляється, що ракета була націлена на міжнародний аеропорт Короля Халіда. Повідомлення Нью-Йорк таймс за грудень 2017 року ставить під сумнів офіційну заяву Саудівської Аравії про те, що ця ракета була успішно збита. У статті цитується група експертів, які стверджують, що боєголовка ракети не була перехоплена і фактично здетонувала поблизу аеропорту. Дослідницька група переглянула фото- та відеодокази, які привели їх до висновку, що система протиракетної оборони вийшла з ладу; перехоплювач МІМ-104 або повністю промахнувся з Вулкан Х-2, або вразив лише задній рушійний сегмент Х-2 після того, як він відділився від боєголовки.
19 грудня 2017 року повстанці-хусити випустили Буркан-2Х по столиці Саудівської Аравії Ер-Ріяді, їхньою передбачуваною метою було знищити високопосадовців, які мали зустрітися в штабі оборони Саудівської Аравії; однак Саудівська Аравія стверджувала, що їм вдалося перехопити балістичну ракету. Незалежний аналіз IHS Jane's не виявив доказів того, що ракети були збиті.
За даними Державного департаменту США, ракета насправді була іранською Qiam 1. Міністерство культури та інформації Саудівської Аравії також надало Associated Press фотографії з військового брифінгу, на яких, як стверджувалося, були компоненти перехопленої ракети з іранськими маркуваннями, що збігаються з іншими фотографіями Qiam 1. Командування об'єднаних сил арабської коаліції детально навели докази.  Також надходили повідомлення про попередні спроби Ірану відправити ракети до Ємену.
25 березня 2018 року хусити випустили загалом сім ракет, три з яких були націлені на Ер-Ріяд, у тому числі щонайменше одну Буркан-2Х. Під час інциденту загинув один громадянин Єгипту, що стало першою жертвою в столиці з початку участі Саудівської Аравії в єменському конфлікті. Джерела в Саудівській Аравії стверджували, що він був убитий уламками перехопленої хуситської ракети, але це заперечується, аналіз відео з місця події показує, що саудівська ракета Patriot вийшла з ладу та впала на житловий квартал. Інші чотири ракети були націлені на аеропорти та військові об'єкти поблизу Абхи, Джізана та Наджрана на півдні Саудівської Аравії.

## Дивитись також
- Кахер-1
- Громадянська війна в Ємені
- Збройні сили Ємену
- Шиїтський заколот в Ємені